# Unione Sportiva Siracusa 2008-2009
Questa pagina raccoglie le informazioni riguardanti l'Unione Sportiva Siracusa nelle competizioni ufficiali della stagione 2008-2009

## Stagione
In questa stagione la squadra stabilisce il record personale di punti (81) e gol fatti (72).

## Rosa
| N. |                      | Ruolo | Calciatore           |
| -- | -------------------- | ----- | -------------------- |
|    | Italia (bandiera)    | A     | Vincenzo Cosa        |
|    | Italia (bandiera)    | C     | Enzo Berti           |
|    | Italia (bandiera)    | A     | Emanuele Dalì        |
|    | Italia (bandiera)    | C     | Federico Bufalino    |
|    | Italia (bandiera)    | A     | Gianluca Catania     |
|    | Argentina (bandiera) | D     | Maximiliano Ginobili |
|    | Italia (bandiera)    | C     | Nicola Mariniello    |
|    | Italia (bandiera)    | A     | Sebastiano Garufi    |
|    | Italia (bandiera)    | A     | Cosimo Sarli         |
|    | Italia (bandiera)    | D     | Maurizio De Pascale  |
|    | Italia (bandiera)    | D     | Carmelo Accaputo     |

| N. |                   | Ruolo | Calciatore            |
| -- | ----------------- | ----- | --------------------- |
|    | Italia (bandiera) | P     | Massimo Fornoni       |
|    | Italia (bandiera) | A     | Stefano Frittitta     |
|    | Italia (bandiera) | P     | Luca Siringo          |
|    | Italia (bandiera) | C     | Giorgio Giurdanella   |
|    | Italia (bandiera) | D     | Giuseppe Occhipinti   |
|    | Italia (bandiera) | D     | Giovanni Iodice       |
|    | Italia (bandiera) | C     | Jose' Cianni          |
|    | Italia (bandiera) | D     | Nunzio Pasqualicchio  |
|    | Italia (bandiera) | A     | Alessandro Provenzano |
|    | Italia (bandiera) | A     | Gianluca Gaudio       |
|    | Italia (bandiera) | D     | Antonio Strigari      |

## Risultati

### Serie D

#### Girone di andata
| 07 settembre 2008 1ª giornata | Siracusa | 4 – 0 | Vittoria |  |

| 14 settembre 2008 2ª giornata |  | – Turno di riposo |  |  |

| 21 settembre 2008 3ª giornata | Modica | 1 – 1 | Siracusa |  |

| 21 settembre 2008 4ª giornata | Siracusa | 4 – 0 | Savoia |  |

| 28 settembre 2008 5ª giornata | HinterReggio | 2 – 3 | Siracusa |  |

| 05 ottobre 2000 6ª giornata | Siracusa | 1 – 0 | Adrano |  |

| 12 ottobre 2008 7ª giornata | Neapolis | 1 – 3 | Siracusa |  |

| 19 ottobre 2008 8ª giornata | Siracusa | 1 – 0 | Vico Equense |  |

| 26 ottobre 2008 9ª giornata | Sapri | 0 – 0 | Siracusa |  |

| 2 novembre 2008 10ª giornata | Siracusa | 4 – 1 | Acicatena |  |

| 05 novembre 2008 11ª giornata | Messina | 0 – 2 | Siracusa |  |

| 09 novembre 2008 12ª giornata | Siracusa | 3 – 1 | Palazzolo |  |

| 16 novembre 2008 13ª giornata | Rosarno | 0 – 1 | Siracusa |  |

| 23 novembre 2008 14ª giornata | Siracusa | 3 – 0 | Castrovillari |  |

| 30 novembre 2008 15ª giornata | Atletico Puteolana | 0 – 3 | Siracusa |  |

| 07 dicembre 2008 16ª giornata | Siracusa | 2 – 0 | Trapani |  |

| 14 dicembre 2008 17ª giornata | Nissa | 4 – 1 | Siracusa |  |

| 21 dicembre 2008 18ª giornata | Siracusa | 2 – 0 | Viribus Unitis |  |

| 04 gennaio 2009 19ª giornata | Castiglione | 1 – 2 | Siracusa |  |

#### Girone di ritorno
| 11 gennaio 2009 20ª giornata | Vittoria | 0 – 3 | Siracusa |  |

| 18 gennaio 2009 21ª giornata |  | – Turno di riposo |  |  |

| 21 gennaio 2009 22ª giornata | Siracusa | 3 – 0 | Modica |  |

| 25 gennaio 2009 23ª giornata | Savoia | 0 – 2 | Siracusa |  |

| 1º febbraio 2009 24ª giornata | Siracusa | 2 – 1 | HinterReggio |  |

| 15 febbraio 2009 25ª giornata | Adrano | 1 – 1 | Siracusa |  |

| 22 febbraio 2009 26ª giornata | Siracusa | 0 – 3 | Neapolis |  |

| 1º marzo 2009 27ª giornata | Vico Equense | 3 – 1 | Siracusa |  |

| 08 marzo 2009 28ª giornata | Siracusa | 1 – 1 | Sapri |  |

| 15 marzo 2009 29ª giornata | Acicatena | 3 – 3 | Siracusa |  |

| 18 marzo 2009 30ª giornata | Siracusa | 3 – 0 | Messina |  |

| 22 marzo 2009 31ª giornata | Palazzolo | 2 – 3 | Siracusa |  |

| 29 marzo 2009 32ª giornata | Siracusa | 2 – 1 | Rosarno |  |

| 04 aprile 2009 33ª giornata | Castrovillari | 1 – 1 | Siracusa |  |

| 19 aprile 2009 34ª giornata | Siracusa | 1 – 1 | Atletico Puteolana |  |

| 26 aprile 2009 35ª giornata | Trapani | 0 – 1 | Siracusa |  |

| 03 maggio 2009 36ª giornata | Siracusa | 1 – 1 | Nissa |  |

| 10 maggio 2009 37ª giornata | Viribus Unitis | 1 – 1 | Siracusa |  |

| 17 maggio 2009 38ª giornata | Siracusa | 3 – 0 | Castiglione |  |

### Poule scudetto
| 24 maggio 2009 Turno preliminare - 1 giornata | Siracusa | 0 – 0 | Brindisi |  |

| 27 maggio 2009 Turno preliminare - 3 giornata | Villacidrese | 3 – 4 | Siracusa |  |

| 6 giugno 2009 | Biellese | 2 – 2 | Siracusa |  |

| 13 giugno 2009 | Siracusa | 1 – 1 | Biellese |  |

| Aprilia 20 giugno 2009, ore 20:30 Finale | Pro Vasto                                      | 3 – 0 | Siracusa | Stadio Quinto Ricci (2.000 spett.)\| Arbitri: \| Fabbri (Ravenna) Atta Alla (Roma) Manzo (Como) \| |
| Arbitri:                                 | Fabbri (Ravenna) Atta Alla (Roma) Manzo (Como) |       |          | |

1. ↑  Sospesa a fine del primo tempo per intemperanza dei tifosi siciliani. Il giudice sportivo inflisse la sconfitta a tavolino al Siracusa.